# Pure Reason Revolution
Pure Reason Revolution is een Britse progressieve rockband (muziekproject) opgericht aan de Universiteit van Westminster in 2003.
De bandleden hebben een gedeelde appreciatie voor bands als Pink Floyd, Rush, Nirvana en Fleetwood Mac.
Hun debuutalbum The Dark Third werd in hun thuisland uitgebracht in april 2006 en geproduceerd door Paul Northfield.

## Bezetting

### Studioband
Huidig
- Jon Courtney — vocalen, gitaar, keyboards
- Chloë Alper — vocalen, basgitaar, keyboards
- Greg Jong — vocalen, gitaar (2003–2005, 2021–heden)

Voormalig
- Jamie Willcox — vocalen, guitaar (2005–2011)
- Paul Glover — drumstel (2006–2011)
- Jim Dobson — keyboards, basgitaar, viool, guitar, vocalen (2003–2006)
- Andrew Courtney — drumstel (2003–2006)

### Liveband
- Jon Courtney — vocalen, gitaar, keyboard
- Greg Jong — gitaar, vocalen
- Annicke Shireen — vocalen, keyboard
- Ravi Kesavaram — drumstel
- Ingo Jetten — basgitaar, guitars, vocalen

## Discografie
- Singles
  - Apprentice Of The Universe (2004)
  - The Bright Ambassadors Of Morning (2005)
  - The Intention Craft (2005)
  - Victorious Cupid (2007)
- Ep's
  - Cautionary Tales For The Brave (2005)
- Albums
  - The Dark Third (2006)
  - Live At NEARfest 2007 (2008)
  - Amor Vincit Omnia (2009)
  - Hammer And Anvil (2010)
  - Eupnea (2020)
  - Above Cirrus (2022)
  - Coming Up to Consciousness (2024)